# 唐次
唐次（?—?），字文编，并州晋阳县（今山西省太原市）人，唐朝政治人物。凌烟阁功臣唐俭的族孙，唐陵的玄孙。
建中初年，唐次进士擢第，累辟节度使府。贞元初年，入朝为侍御史。窦参很看重他，转礼部员外郎。贞元八年（792年），窦参贬官，唐次出为开州刺史。在巴峡之地十余年，没有进用。西川节度使韦皋保奏他为为副使，唐德宗密谕韦皋让他放弃。唐次久滞蛮荒，心中抑郁，于是取材自古忠臣贤士，遭谗谤放逐，乃至杀身，君主不悟的事迹，写作了三篇《辩谤略》，进上。唐德宗看到后，大怒，对左右说：“唐次这是把我比成古代昏主！”改为夔州刺史。唐宪宗即位，唐次与李吉甫一起从峡内召还，唐次担任礼部郎中。之后以本官知制诰，正拜中书舍人，唐次卒。唐宪宗讨厌朋比倾陷的人。曾经在宫中读书，发现了唐次所上书三篇，让学士沈传师与令狐楚、杜元颖等分功修续，从周朝到隋朝，增为十卷，改名为《元和辩谤略》。
唐次三子：唐扶（字云翔）、唐嵩（字贊休）、唐持（字德守）。

## 延伸阅读
[在维基数据编辑]
 在维基文库阅读此作者作品
 《舊唐書·卷190下》，出自刘昫《舊唐書》